# Москоржовский, Иероним
Иероним Москоржовский (ок. 1560, Москоржув — 1625, Раков) — польский духовный писатель, полемист, издатель, член унитарианского течения Польских братьев.
Родился в знатной семье (точная дата рождения неизвестна), получил хорошее образование. В ряды Польских братьев (социниан) вступил между 1590 и 1595 годами, полностью отдавшись защите этого учения; принимал горячее участие в полемике между социнианами и католическими богословами. В Братстве был администратором и преподавал в Раковской академии. Был также членом сейма и защищал там права иноверцев. Во время шляхетского съезда в Люблине (4 июня 1606 года) защищал восставшую шляхту перед королём и сенаторами, был избран в состав комиссии, представившей требования шляхты к королю. Был активным участником Раковских синодов. В 1610 году жил в Гданьске, в 1611 году был делегатом на провинциальном литовском синоде. Участвовал в восстании Зебжидовского и на люблинском съезде был избран депутатом от Краковского воеводства.
Работы его авторства: «Odpowiedz na skrypt, przestrogą zwany» (1602), «Zniesienie zawstydzenia, które Skarga wznieść na zbór P. Jezusa usiłował» (1607), «Zneisienie wtórego zawstydzenia» (1610), «Wtore zawstydzenie X. Skargi» (1615). Написал также «Philopolites, to jest miłosnik ojczyzny» и «Repfutatio libri de baptizmo Smiglecii jesuitae» (1617). Подготовил текст Раковского катехизиса, который не успел завершить Фауст Социн, умерший в 1604 году; и в 1605 году перевёл его на латынь.